# Hôtel Paris Bastille Boutet
L'hôtel Paris Bastille Boutet est un hôtel de luxe du 11e arrondissement de Paris, situé au no 24 rue Faidherbe. Il est la propriété du groupe français AccorHotels et est exploité sous la marque MGallery.

## Histoire

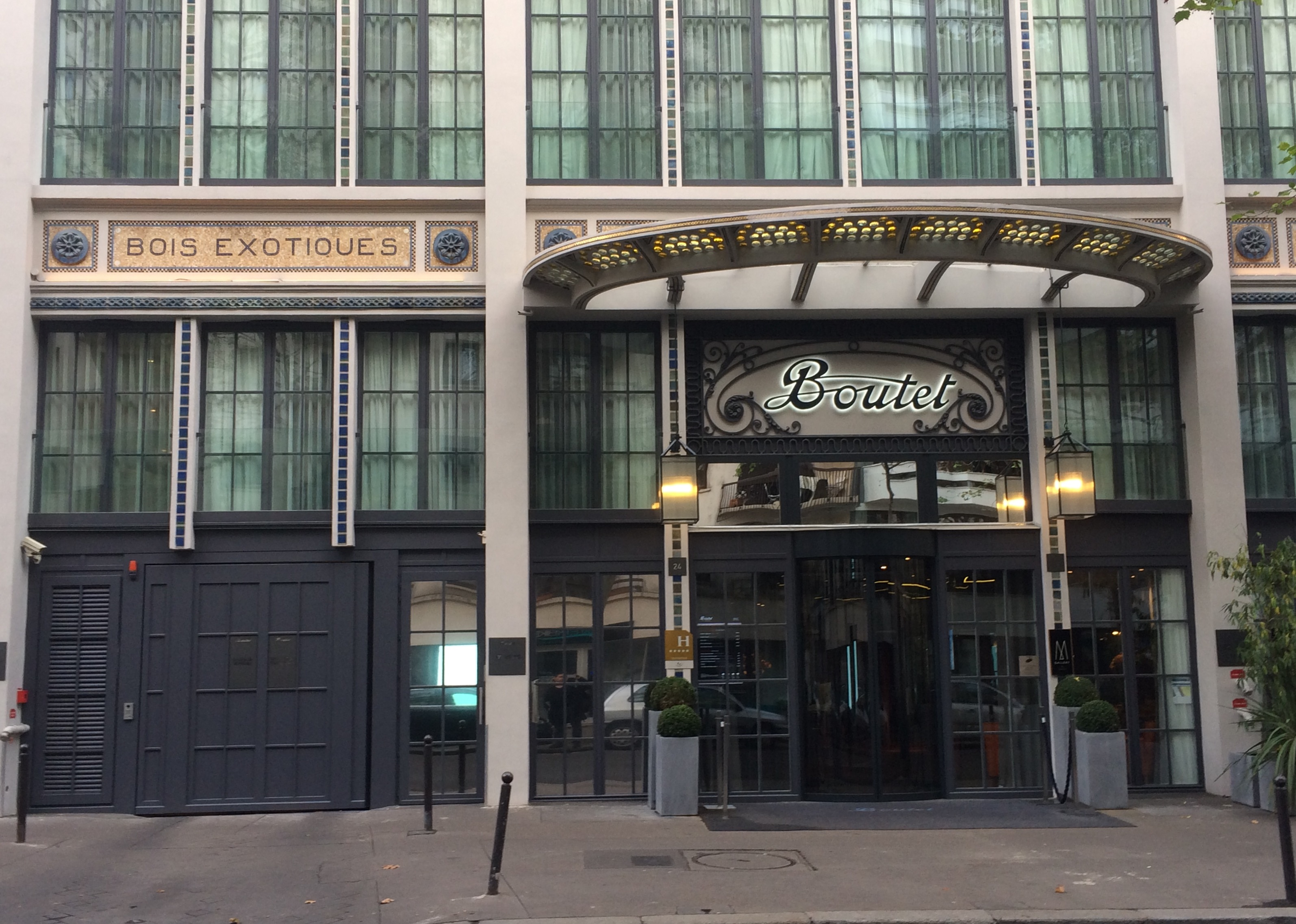
Façade de l'hôtel Boutet.

La maison Boutet est la succursale parisienne de l'entreprise du même nom, basée à Vichy (Allier). Elle fournissait en bois européens et exotiques les menuiseries du faubourg Saint-Antoine.
Le bâtiment, conçu par l'architecte Achille Champy et construit en 1926, comporte une ossature en béton armé, et une façade ornée de carreaux émaillés ocre et bleus réalisés par Alphonse Gentil et Eugène Bourdet,. L'auvent est égayé de verre coloré jaune et bleu. L'immeuble est inscrit sur la liste des protections patrimoniales du 11e arrondissement.
La chocolaterie La Suisse normande, s'y installe de 1944 à 1983. Pour sortir les cinq conches à malaxer le chocolat, une ouverture est pratiquée au niveau du deuxième étage. Après rénovation de la façade, le bâtiment est surélevé de deux étages et transformé en immeuble de bureaux en 1989 pour la RATP.

## Hôtel Boutet
Depuis la fin de l'année 2015, et à la suite d'une importante rénovation menée par Vincent Bastie, avec la collaboration de la designer Astrid Dieterlen et sous la direction artistique de Bruno Borrione, les locaux sont occupés par un hôtel de luxe. Classé 5 étoiles, il compte 80 chambres et suites dont 10 avec terrasses. Il possède un spa avec deux cabines, piscine, sauna, hammam et fitness. Le bar offre une restauration légère. Deux suites sont designées par des élèves de l’École Boulle. Recouverte de parquet en chevron, la suite Teck a une forme en « L » offrant un long couloir de 7 mètres. La suite Ébène est habillée de bois sombres. L’hôtel, expoité sous la marque MGallery, offre une dizaine de terrasses végétalisées donnant vue sur les toits de Paris.